# 吴佳和
吴佳和（1934年—），男，福建云霄人，中华人民共和国政治人物，曾任新疆维吾尔自治区政协副主席，第七届全国人大代表，第八届全国政协委员。